# Mago I
Mago I of Magon I, Fenicisch mgn ( ; "weldoener"), was van 550–530 v.Chr. suffeet van Carthago en geldt als stamvader van de dynastie der Magoniden.
De Magoniden waren een machtige Carthaagse adellijke familie. Onder hun bewind werd de Carthaagse macht in het Middellandse Zeegebied uitgebreid. Mago vernieuwde het Carthaags leger door de burgermilities te vervangen door huursoldaten, met Carthaagse officieren op de leidinggevende posities. Hij heroverde Sardinië, dat onder zijn voorganger Malchus verloren was gegaan. Hij werd in 530 v.Chr. opgevolgd door zijn zoon Hasdrubal I.